# Biserica de lemn din Igoiu

Biserica de lemn din Igoiu, foto: 2009

Detaliu la portalul intrării. Pe fiecare parte a intrării se află o bardă. În micul chenar din imagine avem însemnul meşterului. Foto: 2009

Biserica de lemn din Igoiu este un monument istoric (cod LMI VL-II-m-B-09789) din satul Igoiu, Vâlcea. Are hramul "Cuvioasa Paraschiva" și datează din anul 1752.

## Imagini

Costume populare în biserica de lemn din Igoiu